# Chojnica (województwo wielkopolskie)
Chojnica – uroczysko-dawna miejscowość, dawniej wieś w gminie Suchy Las, w powiecie poznańskim, w województwie wielkopolskim.
W latach 1401–1402 jako kasztelan rogoziński wzmiankowany jest Jura z Chojnicy herbu Przosna. Wieś szlachecka Choinica położona była w 1580 roku w powiecie poznańskim województwa poznańskiego.
W 1898 r. ówczesny właściciel Gustav von Tresckow sprzedał Chojnicę armii pruskiej z przeznaczeniem na poligon. Ostatnich mieszkańców wysiedlono po 1945.
Obecnie teren dawnej wsi znajduje się na poligonie wojskowym Biedrusko, do którego wieś i tereny przyległe zostały włączone w 1945 r. We wsi znajdują się: ruiny późnogotyckiego kościoła pw. Ścięcia św. Jana Chrzciciela (wieś była siedzibą parafii obejmującej również Morasko), betonowe ruiny neogotyckiego zamku oraz nieczynny, ale dobrze utrzymany cmentarz. W niektórych źródłach nazwa wsi brzmi Chojnice.

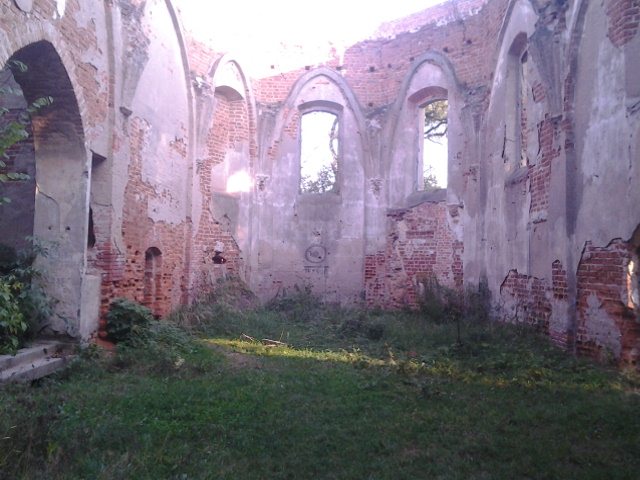
Wnętrze kościoła
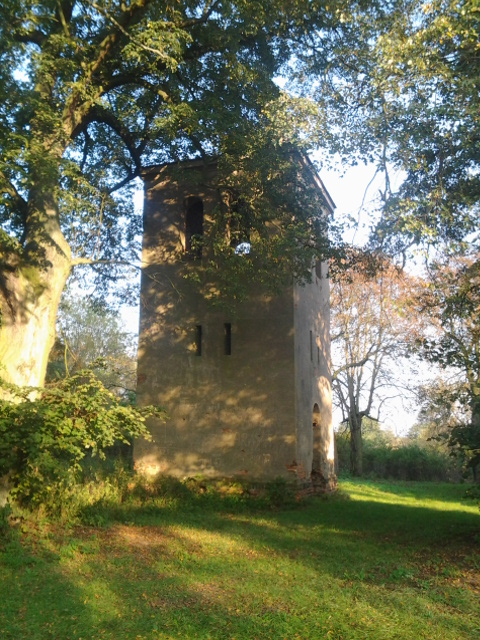
Dzwonnica
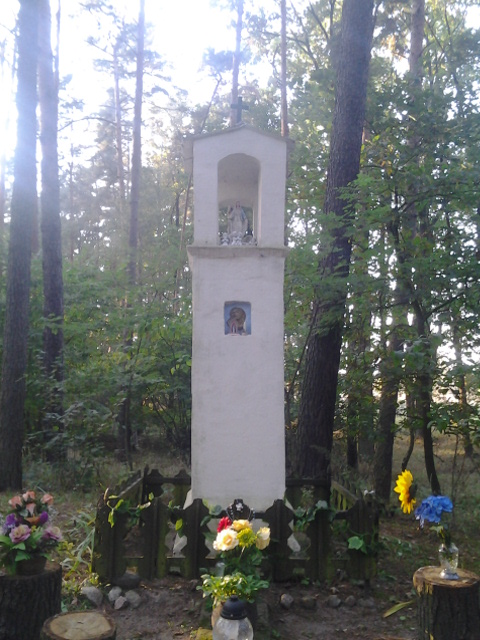
Kapliczka
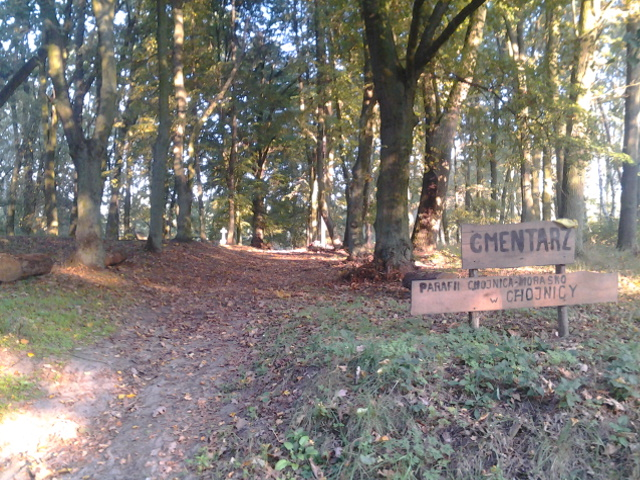
Cmentarz
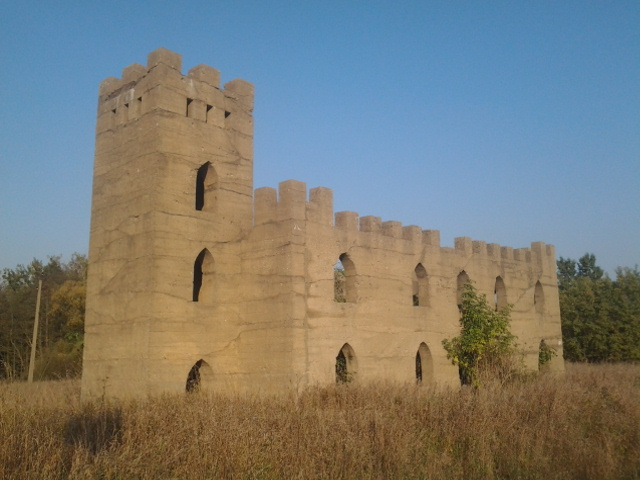
Imitacja zamku